# Spalax ehrenbergi
Espèce
Statut de conservation UICN

LC : Préoccupation mineure
Le Rat taupe (Spalax ehrenbergi) est un rongeur aveugle comme tous les membres de la sous-famille des Spalacinés et du genre Spalax. Ce sont des rats taupes méditerranéens.

## Description
Habitat : depuis la Syrie, Liban, Jordanie et Israël, en passant par le nord de l'Égypte et jusqu'au nord de la Libye (Lay and Nadler, 1972), présence possible au sud-ouest de la Turquie (Savic and Nevo, 1990) .

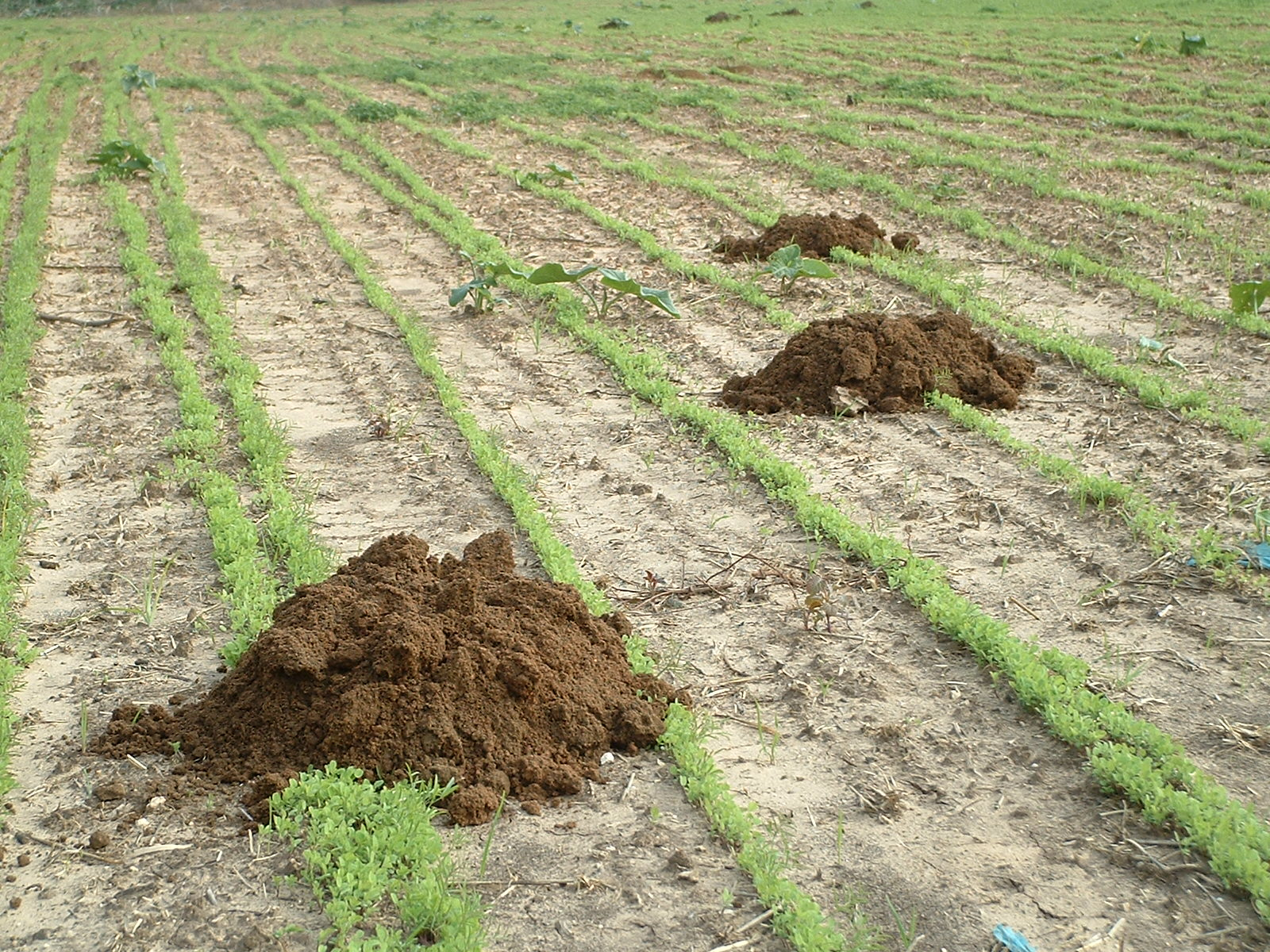
taupinières dues au Nannospalax ehrenbergi, dans un champ en Israël.

## Synonymes
Synonymes de ehrenbergi : aegyptiacus, berytensis, fritschi, intermedius, kirgisorum.
Autres noms : « Palestine Mole Rat mole rat » en anglais